# 상호텍스트성
상호텍스트성(Intertextuality)은 저자가 선행 텍스트에서 차용하거나 변형할 수 있으며, 독자가 텍스트를 읽을 때 다른 텍스트를 참조하는 것을 말한다. 그러나 "상호텍스트성"이라는 용어는 1966년에 만들어진 이후 몇번이나 차용되고 변형되어왔다.

## 같이 보기
- 쥘리아 크리스테바
- 문학이론
- 메타
- 탈구조주의
- 기호학
- 트랜스미디어 스토리텔링
- 움베르토 에코